# أحلام نسيم (مسلسل)
أحلام نسيم هو مسلسل تلفزيوني مغربي عرض في رمضان 1433هـ/2012م، من تأليف محمد عز الدين دريد ومختار عيش، وإخراج علي الطاهري وحميد زيان. من بطولة سعد لمجرد، فرح الفاسي، يونس ميكري، أمل عيوش، نعيمة المشرقي، فضيلة بن موسى، محمد خيي، بنعبد الله الجندي، سعاد العلوي، حميد الزوغي ونخبة من أبرز الممثلين المغاربة.

## قصة المسلسل
تدور قصة المسلسل حول أربع عائلات مغربية مختلفة في انتماءها الطبقي وطريقة تفكيرها وتعاملها مع الآخرين، وهم عائلة «سعدان» و«الواعيدي» و«بلامين» و«الحاج قاسم»، حيث يعيش أفرادها مشاكل عديدة، تتأرج تارة بين الغموض والجريمة والخيانة والحب وغيرها من المواضيع الاجتماعية التي تعالج في نطاق درامي.

## بطولة
| - يونس ميكري : عدنان الواعيدي - أمل عيوش : نادية - عمر لطفي : رضا - عبد القادر بوزيد : لحسن (سائق عائلة الواعيدي) - فضيلة بن موسى : طامو (الخادمة ) - محمد خيي : عبد الصمد سعدان - نجوم الزوهرة : كلثوم - سعد لمجرد : نسيم - سكينة لفضيلي : سناء - عبد اللطيف شوقي : شفيق (صديق سعدان) | - بنعبد الله الجندي : جلول (الأب) - سعاد العلوي : فضيلة (الأم) - فرح الفاسي : أحلام - ابتسام لعروسي : ليلى - يوسف بريطل : فريد - سارة تقية : جودية - نادية نيازي : عيطونة - حميد الزوغي : الحاج قاسم - نعيمة المشرقي : الحاجة فاطنة - بنعيسى الجيراري : المحجوب - عبد الرحيم بنزبيري : الشيخ المعطي |

| الأدوار الثانوية أفراد الشبكة الإجرامية عبد الله فركوس : بوشعيب رضوان كنانة : مستور نبيلة حرفان : منال حميد زيان : سمير آمال صقر : مدام فاتي نور الدين بن كيران : الحاج سلام هيئة الشرطة القضائية عمر العزوزي : العميد كيناية علي الطاهري :المفتش النعيمي عبد المجيد المهذوبي : المفتش سلوان | - ريم أمزيل : نايلة - فؤاد سعد الله : الحاج الصافي - عزيز النميمي : كمال - أسية عليجات : مليكة - وفاء الأندلسي : مريم - لبنى أبيضار : أسماء - مصطفى السيد : الخليجي - عبد الإله النمروشي : عبد الخالق - سهام الهبطي : سهام |

## طاقم العمل
- مسؤول الإضاء وتحريك الآليات : مصطفى الإدريسي
- كاميرا : عبد السلام الغزواطي
- الملابس : يسرى الأجراوي
- المكياج والحلاقة : سعيد الهغار
- التوزيع الموسيقي : كريم السلاوي
- المحافظة العامة : رضوان كنانة وأحمد أغنغو
- السكريبت : نعيمة البوهاشمي وأسماء التازي
- سكرتيرة الإنتاج : فاطمة الزهراء حنوش
- المتابعة الفنية : مصطفى صبحي
- متابعة الإنتاج : عادل دوجو
- المكلف بالإنتاج : محمد الطنطاوي
- الإشراف على الإنتاج : أسية عليجات وحسناء العيساوي
- التوضيب : توفيق شايق ومحمد بوكرين
- إنجاز المقدمة : عزيز غيلان
- مساعد مخرج : محمد معناوي وعبد الإله النمروشي
- المنتج الفني : مختار عيش

## عدد المواسم
يتكون المسلسل التلفزيوني من 4 مواسم تتضمن 30 حلقة مدة كل حلقة 35 دقيقة جاءت عنوان الأجزاء على الشكل التالي :
- مواسم الأول : «غربة الأحباب»
- مواسم الثاني : «حب على الأبواب»
- مواسم الثالث : «غدر الأصحاب»
- مواسم الرابع : «حكم الأسباب»

## وصلات خارجية
- ملكة جمال العرب تشارك في مسابقة جمال عالمية وتخوض غمار التمثيل